# Petra Winter (Historikerin)
Petra Winter (* 1972 in Berlin) ist eine deutsche Historikerin. Seit 2015 ist sie die Direktorin des Zentralarchivs der Staatlichen Museen zu Berlin.

## Leben
Petra Winter studierte Geschichte, Polonistik und Archivwissenschaft. Im Jahr 2008 wurde sie mit einer Arbeit über die Geschichte der Staatlichen Museen zu Berlin in West- und Ost-Berlin zwischen 1945 und 1959 in Neuerer und Neuester Geschichte an der Humboldt-Universität zu Berlin promovierte.
Von 2000 bis 2008 war Winter als Archivarin im Zentralarchiv der Staatlichen Museen zu Berlin tätig. Von 2008 an war sie dessen stellvertretende Leiterin. Zugleich war sie wissenschaftliche Mitarbeiterin für Provenienzforschung der Staatlichen Museen zu Berlin. Nachdem Jörn Grabowski im September 2014 seinen Ruhestand antrat, folgte ihm Winter ab April 2015 als Direktorin des Zentralarchivs nach.

## Publikationen
- Die Akten des Kaiser-Friedrich-Museums. Findbuch. Teil 1: Skulpturensammlung 1879-1945, Frühchristlich-Byzantinische Sammlung 1906-1945 (= Bestandsverzeichnisse. Band 4), Berlin: Zentralarchiv der Staatlichen Museen zu Berlin 2006, ISBN 3-88609-553-3.
- "Zwillingsmuseen" im geteilten Berlin. Zur Nachkriegsgeschichte der Staatlichen Museen zu Berlin 1945 bis 1958 (= Jahrbuch der Berliner Museen, Neue Folge, Vol. 50 (2008) Beiheft), Berlin: Mann 2008, ISBN 978-3-7861-2590-7.
- Kunst recherchieren. 50 Jahre Zentralarchiv der Staatlichen Museen zu Berlin, herausgegeben von Jörn Grabowski und Petra Winter, Berlin: Deutscher Kunstverlag 2010, ISBN 978-3-422-07053-0.
- Gemeinsam für einen Wiederaufbau der Staatlichen Museen nach dem Zweiten Weltkrieg? Zum Verhältnis von Ludwig Justi und Otto Grotewohl, in: Jahrbuch der Berliner Museen, Band 52 (2010), Beiheft, S. 45–52.
- Zwischen Politik und Kunst. Die Staatlichen Museen zu Berlin in der Zeit des Nationalsozialismus (= Schriften zur Geschichte der Berliner Museen. Band 2), herausgegeben von Jörn Grabowski und Petra Winter, Köln [u. a.]: Böhlau 2013, ISBN 978-3-412-21047-2.
  - "Kunstschätze – übersichtlich!" Zur Neuordnung der italienischen Abteilungen der Skulpturensammlung und der Gemäldegalerie im Kaiser-Friedrich-Museum 1930-1933, in: Zwischen Politik und Kunst. Die Staatlichen Museen zu Berlin in der Zeit des Nationalsozialismus, S. 215–231.
  - Vom Kläger zum Beklagten? Der Direktor der Gemäldegalerie Ernst Heinrich Zimmermann, in: Zwischen Politik und Kunst. Die Staatlichen Museen zu Berlin in der Zeit des Nationalsozialismus, S. 271–285.
- Zum Kriegsdienst einberufen. Die Königlichen Museen zu Berlin und der Erste Weltkrieg (= Schriften zur Geschichte der Berliner Museen, Band 3), herausgegeben von Petra Winter und Jörn Grabowski, Köln [u. a.]: Böhlau 2014, ISBN 978-3-412-22361-8.
  - Inter arma silent musae? Die Königlichen Museen zu Berlin im Ersten Weltkrieg, in: Zum Kriegsdienst einberufen. Die Königlichen Museen zu Berlin und der Erste Weltkrieg, S. 9–50.
- Torpedos auf der Museumsinsel. Ausstellungen der Staatlichen Museen zu Berlin zwischen 1933 und 1943, in: Jahrbuch Preußischer Kulturbesitz, Band 49 (2013), S. 329–335.
- "...durchaus der rechte Mann an dieser Stelle". Thesen zur Rolle Ernst Heinrich Zimmermanns als Direktor der Berliner Gemäldegalerie in der Zeit des Nationalsozialismus, in: Zwischen Kulturgeschichte und Politik. Das Germanische Nationalmuseum in der Weimarer Republik und der Zeit des Nationalsozialismus. Beiträge des Symposiums im Germanischen Nationalmuseum, 8. und 9. Oktober 2010, herausgegeben von Luitgard Sofie Löw und Matthias Nuding, Nürnberg: Germanisches Nationalmuseum 2014, ISBN 978-3-936688-89-4, S. 91–101.
- Leitbilder einer Nation. Zur Geschichte der Berliner Nationalgalerie (= Schriften zur Geschichte der Berliner Museen. Band 4), herausgegeben von Petra Winter, Köln [u. a.]: Böhlau 2015, ISBN 978-3-412-22443-1.
- Die Galerie des 20. Jahrhunderts in Berlin 1945–1968. Der Weg zur Neuen Nationalgalerie, herausgegeben von Christina Thomson und Petra Winter, Berlin: Deutscher Kunstverlag 2015, ISBN 978-3-422-07316-6.
- Max Beckmann. Das Vermächtnis Barbara Göpel, herausgegeben von Andreas Schalhorn und Petra Winter, Berlin: Kupferstichkabinett der Staatlichen Museen zu Berlin 2018, ISBN 978-3-88609-813-2.
- (Hrsg.): Die Wege der Kunst. SpurenSuchen. Begleitheft zur Provenienzforschung in der ständigen Ausstellung der Alten Nationalgalerie. Zentralarchiv, Berlin 2024, ISBN 978-3-88609-885-9.